# Rafael Durán
Rafael Duran (ur. 17 marca 1938 w Caracas) – wenezuelski zapaśnik walczący w stylu wolnym. Olimpijczyk z Rzymu 1960, gdzie zajął dwudzieste miejsce w kategorii do 67 kg.
Srebrny medalista igrzysk Ameryki Środkowej i Karaibów w 1966 roku.

## Letnie Igrzyska Olimpijskie 1960
| Konkurencja      | Rundy eliminacyjne  | Rundy eliminacyjne  | Klas. końcowa |
| Konkurencja      | Przeciwnik I        | Przeciwnik II       | Miejsce       |
| ---------------- | ------------------- | ------------------- | ------------- |
| 67 kg styl wolny | Bong Ug-won (KOR) P | Mario Tovar (MEX) P | 20.           |